# Шевчук Юрій Валерійович
Ю́рій Вале́рійович Шевчу́к (1981 або 1982 — 13 березня 2022, Яворів, Львівська область) — український військовослужбовець, майор Збройних сил України, учасник російсько-української війни. Лицар ордена Богдана Хмельницького III ступеня (2022, посмертно).

## Життєпис
Служив у 53-й окремій механізованій бригаді та 2572-й центральній артилерійській базі озброєння.
Загинув 13 березня 2022 у віці 40 років під час ракетної атаки ворога на Яворівський військовий полігон.
Похований 1 квітня 2022 року в Хмельницькому.

## Нагороди
- орден Богдана Хмельницького III ступеня (9 квітня 2022, посмертно) — за особисту мужність і самовіддані дії, виявлені у захисті державного суверенітету та територіальної цілісності України, вірність військовій присязі[4];
- почесний громадянин Хмельницького (2022)[1].